# Кенг Ваннсак
Кенг Ваннсак (кхмер. កេង វ៉ាន់សាក់) — камбоджийский философ и лингвист.

## Биография
Кенг Ваннсак родился 19 сентября 1925 в маленькой деревне в провинции Кампонгтям. В годы Второй мировой войны поступил в престижный лицей Сисовата, где изучал литературу и познакомился Иенг Сари. В 1952 году разработал кхмерскую клавиатуру для пишущей машинки. Ваннсак вместе с другими камбоджийским учеными открыто критиковал программу «кхмеризации», инициатором которой был верховный патриарх камбоджийских буддистов Камбоджи Чуон Нат.
Кенг Ваннсак являлся одной из ключевых фигур камбоджийского студенческого кружка в Париже. Несмотря на сотрудничество с левыми, никогда не называл себя коммунистом. В 1952 году вместе с женой вернулся в Камбоджу, с 1952 по 1958 год проживал в Пномпене и преподавал в лицее Сисовата. В это время наиболее радикально настроенные его соратники стали дистанцироваться от него.

## Личная жизнь
Супруга — француженка Сюзанна Колвиль.